# NGC 1102
NGC 1102 è una vasta e lontana galassia a spirale (da taluni ritenuta barrata) situata nella costellazione dell'Eridano, a una distanza di circa 523 milioni di anni luce dalla nostra Via Lattea.

## Scoperta
La galassia è stata scoperta nel 1886 dall'astronomo statunitense Francis Leavenworth.

## Descrizione
In alcuni siti viene ipotizzata come galassia a spirale barrata, ma nelle immagini ottenute dall'indagine Pan-STARRS, la presenza della barra non è rilevabile.